# Fortune 500
La lista Fortune 500 es una lista publicada de forma anual por la revista Fortune que presenta las 500 mayores empresas estadounidenses de capital abierto a cualquier inversor (es decir, no solo empresas cotizadas) según su volumen de ventas.
Wal-Mart ocupó, una vez más, la primera posición de esta clasificación en el 2008, por delante de la petrolera Exxon Mobil, que ocupa el segundo lugar. En 2009 Wal Mart fue superado por Exxon Mobil, y recuperó el trono en el 2010.
Fortune 1000 y Fortune 100 son listas más o menos extensas que siguen el mismo principio.

## Lista
| Número | 2021               | 2020               |
| ------ | ------------------ | ------------------ |
| 1      | Walmart            | Walmart            |
| 2      | Amazon             | Amazon             |
| 3      | Apple              | Exxon Mobil        |
| 4      | CVS Health         | Apple              |
| 5      | UnitedHealth Group | CVS Health         |
| 6      | Berkshire Hathaway | Berkshire Hathaway |
| 7      | McKesson           | UnitedHealth Group |
| 8      | AmerisourceBergen  | McKesson           |
| 9      | Alphabet           | AT&T               |
| 10     | Exxon Mobil        | AmerisourceBergen  |
| resto  |                    |                    |